# П'ятий буддійський собор
П'ятий Буддійський Собор (бірм. ပဉ္စမသင်္ဂါယနာ; палі Pañcamasaṃgāyanā) відбувся в Мандалаї в 1871 р. н.е. під егідою короля Бірми Міндона. Головною метою цього зібрання було переглянути всі вчення Гаутами Будди згідно з каноном Палі буддизму тхеравади й детально вивчити їх, щоб побачити, чи не було змінено, спотворено чи пропущено якесь із них. На церемонії були присутні три старші бгікхи: Махатха Джаґарабхівамса, Наріндабхідхаджа та Махатха Суманґаласамі, а також 2400 монахів. Їхнє спільне читання Дхамми тривало п'ять місяців.
П'ятий буддійський собор був бірманською справою, і більшість інших буддійських країн не брали в ньому участі. Він не є загальновизнаним за межами Бірми. Існує думка, що оскільки тхеравадинський багатонаціональний Шостий буддійський собор отримав назву, власне, шостого, це означало неявне визнання п'ятого, хоча більшість інших народів не брали участі в п'ятому соборі, а результати п'ятого собору обмежилися лише бірманським виданням палійського канону. Однак між четвертим і шостим соборами на Цейлоні та в Сіамі відбулася низка інших соборів, тому загальна кількість може бути підрахована інакше.